# Leucinodes bilinealis
Leucinodes bilinealis là một loài bướm đêm trong họ Crambidae.